# VASP航空168便墜落事故
 VASP航空168便墜落事故（葡: Voo VASP 168）とは、1982年6月8日にサンパウロ発ブラジル・フォルタレザ行き定期旅客便のVASP航空168便（機体:ボーイング727-212、製造番号:21347、機体記号:PP-SRK）が着陸のための降下操作中に墜落、搭乗していた137人全員が死亡した航空事故である。
この事故はブラジルで発生した航空事故としては当時最悪の事故であり、2025年現在ではTAM航空3054便オーバーラン事故、ゴル航空1907便墜落事故に次ぐ全損事故である。

## 事故の概要
168便は事故当日、最初の行程をブラジル・サンパウロ発リオデジャネイロ行きの便として通常通りに飛行後、リオデジャネイロを出発しフォルタレザへ向かった。同機がフォルタレザに近づいた際、巡航高度のフライトレベル330(3万3000フィート)から5,000フィート (1,524m) へ降下するとの管制の許可を得た。夜間、前方にフォルタレザの町の明かりが見える中を飛行中、Boeing 727は管制からの承認限界の5,000フィート (1,524m) を過ぎても降下し続け、2,500フィート (762m) の山腹に激突し搭乗していた137人全員が死亡した。

## 事故原因
調査により、高度警報装置が1回のみ警告し、また副操縦士も前方の地表を警告したにもかかわらず、機長がクリアランス・リミットの5,000フィート (1,524m) を過ぎても降下操作を続けていたことが明らかになった。原因として、機長はフォルタレザの町の明かりにより方向感覚を喪失した可能性がある。降下操作を続けたため、168便は高度2,500フィート (762m) の位置にあった樹木の茂った山腹に衝突し墜落した。
CVRが最後に記録した音声を翻訳した謄本から引用。

F/O = 副操縦士

CAPT = 機長

F/O: 	前方にいくつか丘があるのが見えますか。 (Dà para ver que tem um monte aí na frente?) 

CAPT: えっ。→(Hein?)
何があるんだ？	 (Tem o que?) 

F/O: 	丘ですよ、ありませんか。 (Uns morrotes aí, não?) 

[高度警報音]
[衝突音]
約0.5秒後:CAPTの悲鳴

約0.7秒後、録音終了